# JK Sillamäe Kalev
JK Sillamäe Kalev is een Estse voetbalclub uit Sillamäe, die werd opgericht in 1951. De club speelde lange tijd in de Meistriliiga, maar verloor na 2017 de licentie. Daardoor werd het teruggezet naar de amateurreeksen. 

## Eindklasseringen vanaf 2001
| 7 |

| 7 |

| 8 |

| 1 |

| 6 |

| 2 |

| 3 |

| 6 |

| 2 |

| 5 |

| 5 |

| 5 |

| 3 |

| 2 |

| 5 |

| 5 |

| 8 |

| 3 |

| 2 |

| 6 |

| 4 |

| Meistriliiga | Esiliiga | Esiliiga B | III liiga |

De Esiliiga B startte in 2013. Daarvoor was de Liiga II het derde voetbalniveau in Estland.

## In Europa
#Q = #voorronde, T/U = Thuis/Uit, W = Wedstrijd, PUC = punten UEFA coëfficiënten .
Uitslagen vanuit gezichtspunt JK Sillamäe Kalev
| Seizoen | Competitie    | Ronde | Land                 | Club             | Totaalscore | 1e W    | 2e W       | PUC |
| ------- | ------------- | ----- | -------------------- | ---------------- | ----------- | ------- | ---------- | --- |
| 2010/11 | Europa League | 2Q    | Vlag van Wit-Rusland | Dinamo Minsk     | 1-10        | 1-5 (U) | 0-5 (T)    | 0.0 |
| 2014/15 | Europa League | 1Q    | Vlag van Finland     | FC Honka Espoo   | 4-4 u       | 2-1 (T) | 2-3 nv (U) | 1.0 |
|         |               | 2Q    | Vlag van Rusland     | FK Krasnodar     | 0-9         | 0-4 (T) | 0-5 (U)    | 1.0 |
| 2015/16 | Europa League | 1Q    | Vlag van Kroatië     | HNK Hajduk Split | 3-7         | 1-1 (T) | 2-6 (U)    | 0.5 |

Totaal aantal punten voor UEFA-coëfficiënten: 1.5

## Trainer-coaches
- Vadim Dobiža (????–09)
- Anatoli Ušanov (2009)
- Vladimir Kazatsjonok (2010–11)
- Valeri Bondarenko (2011–12)